# Pengkol (Tanon)
Pengkol is een bestuurslaag in het regentschap Sragen van de provincie Midden-Java, Indonesië. Pengkol telt 3275 inwoners (volkstelling 2010).